# 허영석
허영석(許榮碩, 1993년 4월 29일 ~ )은 대한민국의 축구 선수이며 포지션은 미드필드이다. 대한민국 내셔널리그 창원시청에서 활약.
이후 축구선수로써 생활을 은퇴함